# Tonga (Nieuw-Zeeland)
Tonga is een zeer klein onbewoond eiland in de Tasmanbaai voor de noordelijke kust van het Nieuw-Zeelandse Zuidereiland. Het eiland is gelegen in het Nationaal park Abel Tasman (Engels: Abel Tasman National Park). Omdat het eiland een bloeiende zeeroofdierenkolonie heeft, is het omringd door het Tonga Island Marine Reserve, dat in 1993 werd ingehuldigd. Het eiland is toegankelijk via watertaxi of kajak.